# Gare de Seveso
La gare de Seveso (en italien, Stazione di Seveso) est une gare ferroviaire italienne de la ligne de Milan à Asso, située à proximité du centre ville de Seveso dans la province de Monza et de la Brianza en région de Lombardie.
La gare est mise en service en 1879. C'est une gare voyageurs gérée par Ferrovienord et desservie par des trains régionaux R LeNord. C'est aussi une station des lignes lS2 et S4 du Service ferroviaire suburbain de Milan.

## Situation ferroviaire
Établie à environ 214 mètres d'altitude, la gare de bifurcation de Seveso est située au point kilométrique (PK) 21 de la ligne de Milan à Asso, entre les gares de Cesano-Maderno et de Meda, elle est également au PK 2,345 de la courte branche qui dessert, au PK 0,000, la gare de Camnago-Lentate et s'y embranche sur la ligne de Milan à Chiasso.
Seveso marque le point où la ligne de Milan à Asso passe de deux voies à une voie unique.

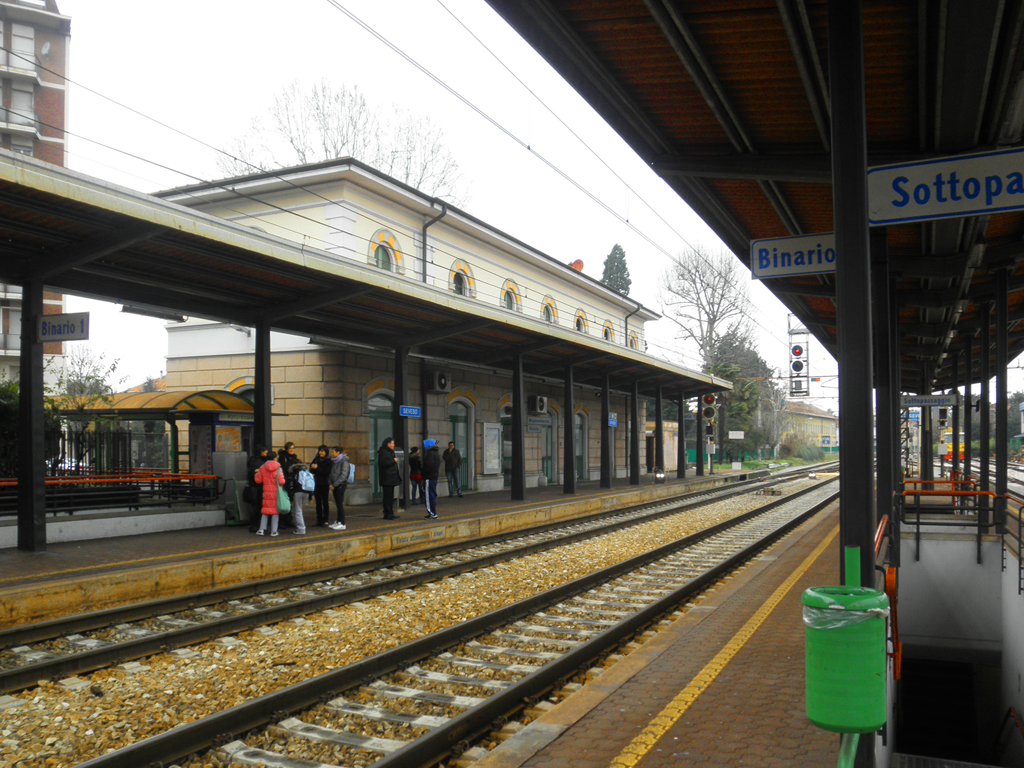
Intérieur de la gare en 2010.

## Histoire
La gare de Seveso est mise en service le 27 septembre 1879, lors de l'ouverture de la section de Bovisio-Mombello à Mariano-Comense de la ligne de Milan à Erba. La ligne est prolongée vers Mariano-Comense le 18 octobre 1879. Elle devient une gare de bifurcation avec l'ouverture de la branche vers Camnago le 20 juin 1880.
Le 12 décembre 2004, elle devient également une station de la ligne S2 du Service ferroviaire suburbain de Milan avec l'ouverture du service entre Milan-Porta-Vittoria et Mariano-Comense. Cette même année elle devient aussi une station terminus de la ligne S4 du service ferroviaire suburbain de Milan.
En 2006, le service de la ligne S4 est prolongé vers la gare de Camnago-Lentate.

## Service des voyageurs

### Accueil
Gare voyageurs LeNord, elle dispose d'un bâtiment voyageurs, avec guichet et automate pour l'achat de titres de transport. 
Un passage souterrain permet l'accès aux quais et la traversée des voies.

### Desserte
Seveso est desservie par des trains régionaux R LeNord, de la relation Milan-Cadorna - Canzo-Asso
La gare est également une station de la ligne S2, Mariano-Comense - Milan-Rogoredo du Service ferroviaire suburbain de Milan et une station de la ligne S4.

### Intermodalité
Un parking pour les véhicules est aménagé à proximité. Elle est desservie par des bus urbains et interurbains.

## Patrimoine ferroviaire
Le bâtiment principal de la gare date de 1879, il est répertorié,  en 1995, comme un immeuble à l'architecture remarquable.